# 개종자
개종자(προσήλυτος , Proselyte, 改宗者)란 새로운 신도 혹은 어떤 종교에 개종한자를 말한다. 하나님을 믿지 않는 이방인으로서 유대교로 전향한 사람을 가리키는 말이기도 하다.

## 구약성경
구약성경에서 ‘우거하는 타국인’, ‘객’으로도 불렸다(출 12:19; 레 17:8, 10; 신 5:14). 이들은 대개 유대인 율법학자나 종교 지도자들의 노력에 의해 유대교로 개종하였다(마 23:15).

## 신약성경
신약성경에 따르면 타국인이나 이방인들이 다메섹이나 수리아 안디옥 등지에 특히 많이 거주하였다. 하지만 오순절 성령 강림 사건(행 2:11)과 사도들의 복음 전파에 힘입어 유대교 개종자들 중에는 복음을 듣고 예수 그리스도를 구주로 고백하며 기독교로 개종하는 자들이 많이 생겨났다(행 13:43). 에디오피아 간다게 여왕의 내시(행 8:27)나 최초의 일곱 집사 중 한 사람이었던 안디옥의 니골라(행 6:5), 사도 바울(행 9장), 디모데(행 16:1-3) 등이 대표적이다. 이들은 ‘경건한 자’라는 별명을 얻을 정도로 하나님의 말씀과 복음 전도 사역에 헌신적이었고, 두아디라 시의 자색 옷감 장사 루디아의 경우에서 볼 수 있듯이 이들을 통해 2차, 3차 개종자(성도)들이 수없이 나타났다(행 16:14-15).

## 참고 문헌
- 라이프성경사전 (생명의 말씀사)

## 같이 보기
- 하나님을 경외하는 자들